# Argoctenus
Argoctenus is een geslacht van spinnen uit de  familie van de Zoridae (stekelpootspinnen).

## Soorten
- Argoctenus aureus (Hogg, 1911)
- Argoctenus australianus (Karsch, 1878)
- Argoctenus bidentatus (Main, 1954)
- Argoctenus devisi Rainbow, 1898
- Argoctenus gracilis (Hickman, 1950)
- Argoctenus hystriculus Simon, 1909
- Argoctenus igneus L. Koch, 1878
- Argoctenus nebulosus Simon, 1909
- Argoctenus pectinatus Hogg, 1900
- Argoctenus pictus L. Koch, 1878
- Argoctenus vittatus (Rainbow) (Rainbow, 1889)
- Argoctenus vittatus (Simon) (Simon, 1920)